# Rozprza

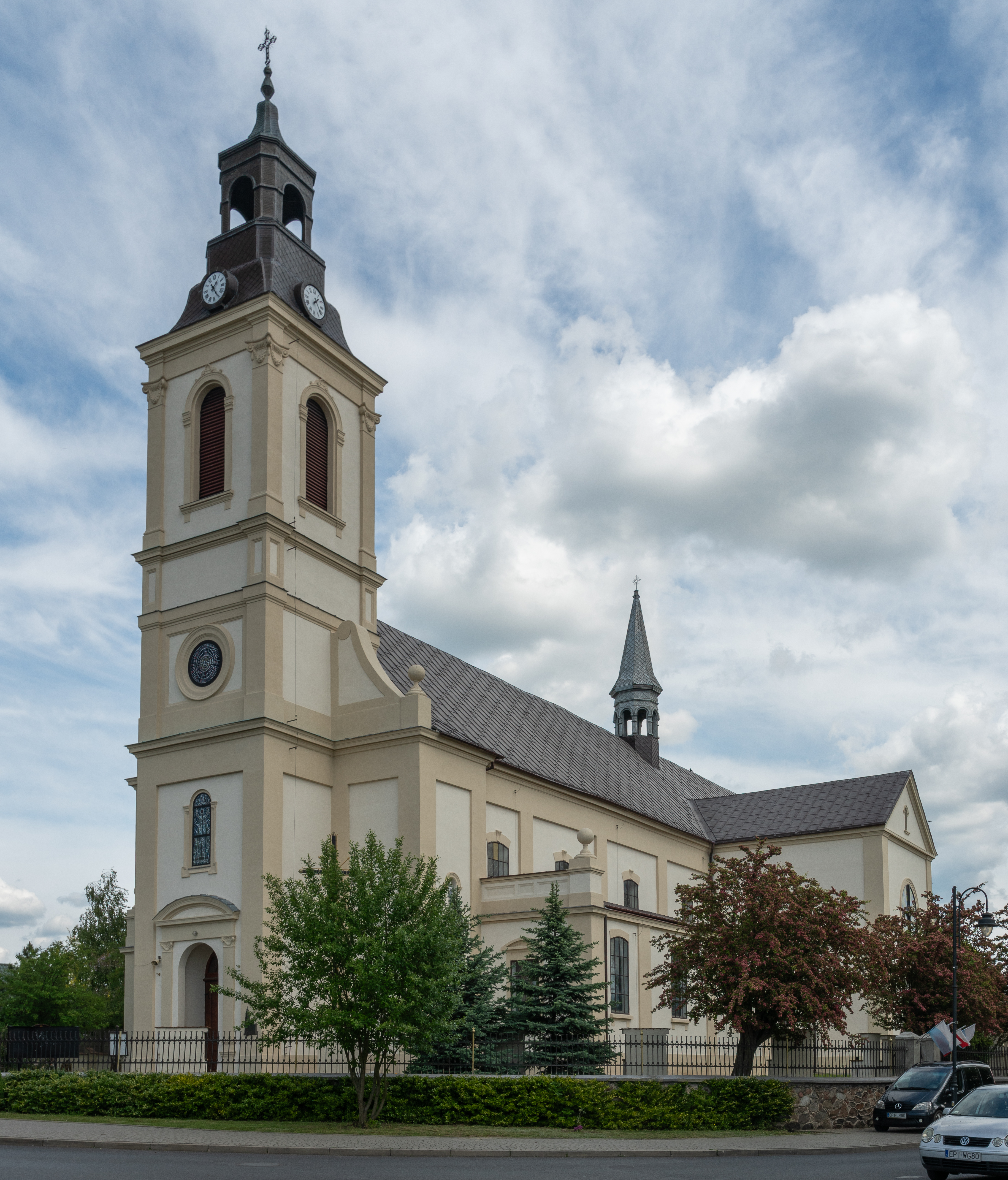
Kościół Nawiedzenia NMP

Rozprza – miasto w Polsce położone w województwie łódzkim, w powiecie piotrkowskim, w gminie Rozprza, której jest siedzibą. Leży nad rzekami Bogdanówką oraz Luciążą.
Miejscowość uzyskała lokację miejską przed 1272 rokiem. Pierwotnie Rozprza należała do prowincji łęczyckiej i do księstwa łęczyckiego jako siedziba kasztelanii rozpierskiej, która w XIII wieku stała się częścią księstwa sieradzkiego, a następnie ziemi sieradzkiej. W drugiej połowie XVI wieku położona była w powiecie piotrkowskim województwa sieradzkiego.
Zdegradowana do rangi wsi 31 maja 1870 i włączona do gminy Rozprza. W latach 1954–1972 siedziba gromady Rozprza, a od 1 stycznia 1973 reaktywowanej gminy Rozprza. W latach 1975–1998 miejscowość administracyjnie należała do województwa piotrkowskiego. Status miasta odzyskała 1 stycznia 2023.

## Toponimia
Nazwa Rozprza najprawdopodobniej pochodzi od słowa „rozprza”, które oznacza przedmiot sporu, bądź też „rozeprza”, czyli rozszerzanie. W pierwszym przypadku wiąże się ona z funkcją sądowniczą, jaką pełniły kasztelanie wczesnośredniowieczne. Druga wersja nazwy może z kolei wiązać się z okresem, kiedy opolne jednostki terytorialne wchłaniane były przez większe wspólnoty terytorialne.

## Historia
Pierwsze ślady osadnictwa w okolicach Rozprzy pochodzą z mezolitu, a znane są ze stanowisk w Ignacowie i Romanówce, jednakże do wczesnego średniowiecza nie powstała na tych terenach żadna trwała organizacja terytorialna.
W początkach państwa piastowskiego centralna Polska należała do prowincji łęczyckiej, która z kolei była podzielona na szereg kasztelanii. Jeden z ośmiu ówczesnych kasztelanów miał swoją siedzibę w grodzie rozpierskim. Kasztelania ta zajmowała powierzchnię ok. 1150 km² i cechowała się nierównomiernym rozmieszczeniem osadnictwa – niemal cała południowa część nie była zaludniona.
| Kasztelanowie rozpierscy (rozpirscy)                           | Daty urzędowania lub wzmianki historyczne |
| -------------------------------------------------------------- | ----------------------------------------- |
| Mikuł                                                          | 1227                                      |
| Mikołaj                                                        | 1242–1243                                 |
| Florian                                                        | 1246–1247                                 |
| Florian (ponownie)                                             | 1254–1268                                 |
| Zawisza z Dąbrowy Zielonej                                     | 1271                                      |
| Dziwisz                                                        | 1273–1274                                 |
| Tomasz                                                         | 1276                                      |
| Paweł                                                          | 1286–1286                                 |
| Mścigniew                                                      | 1287                                      |
| Tomasz                                                         | 1291                                      |
| Spycigniew                                                     | 1310–1318                                 |
| Jędrzej                                                        | 1339                                      |
| Jarand                                                         | 1342                                      |
| Sieciech (Seteg)                                               | 1352–1357                                 |
| Maciej z Załęcza Wielkiego                                     | 1373                                      |
| Jakub (Jakusz) z Romiszowic h. Jelita                          | 1398–1404                                 |
| Henryk z Rogowa h. Działosza                                   | 1404–1406                                 |
| Zbigniew Bąk z Bąkowej Góry (Zbigniew de Altomonte h.Ogończyk) | 1411–1433                                 |
|                                                                | 1434–1442                                 |
| Jan Hińcza z Rogowa h.Działosza                                | 1443–1452                                 |
| Dziersław z Rytwian Zborowski h. Jastrzębiec                   | 1453–1455                                 |
| Piotr Zajączek z Wrzącej                                       | 1456–1467                                 |
| Grabiński h. Pomian                                            | 1458                                      |
| Zbigniew z Bąkowej Góry                                        | 1468–1469                                 |
| Dobiesław z Kurozwęk h. Poraj                                  | 1472–1480                                 |
| Mikołaj z Kurozwęk h. Poraj                                    | 1483–1485                                 |
| Ambroży Pampowski herbu Gozdawa                                | 1487–1494.                                |
| Piotr Myszkowski h. Jastrzębiec                                | 1496                                      |
| Jan Jarand z Brudzewa                                          | 1499                                      |
| Hieronim z Kobylina Konarski h. Abdank                         | 1505                                      |
| Zbigniew Lanckoroński h. Zadora                                |                                           |
| Wincenty Przerębski h. Nowina                                  |                                           |
| Stanisław Gomoliński h. Jelita                                 | 1548                                      |
| Zaleski h. Bróg                                                |                                           |
| Mikołaj Przebóg Koniecpolski h. Pobóg                          | 1569                                      |
| Jan Rudnicki h. Lis                                            |                                           |
| Marcin Falęcki h. Leszczyc                                     | 1589                                      |
| Jan Romiszewski h. Jelita                                      | 1605–1631                                 |
| Samuel ze Sładkowa h. Jastrzębiec                              | 1632                                      |
| Hieronim Miłoński h. Sulima                                    | 1642–1648                                 |
| Samuel Stanisław Nadolski                                      | 1653–1655                                 |
| Adam Dzierżek h. Nieczuja                                      | 1658–1661                                 |
| Stanisław Suchecki h. Poraj                                    |                                           |
| Wojciech Urbański h. Nieczuja                                  | 1690                                      |
| Władysław Biernacki h. Poraj                                   |                                           |
| Zygmunt Walewski h. Kolumna                                    | 1701–1733                                 |
| Kazimierz Rychłowski                                           | 1734–1749                                 |
| Felicjan Walewski h. Kolumna                                   | 1753–1754                                 |
| Edward Garczyński herbu własnego                               | 1755–1793                                 |

Przez Rozprzę w okresie wczesnego średniowiecza przebiegały ważne szlaki handlowe – z Gdańska przez Kraków na Węgry i z Rusi przez Sieradz, Kalisz na Zachód. Ośrodek w Rozprzy został zlokalizowany na skraju terenów lesistych i na ważnym ciągu komunikacyjnym, biegnącym z południa na północ, w pobliżu przeprawy w Sulejowie. Tak jak w pozostałych grodach kasztelańskich tutaj również pobierane były opłaty celne, ponadto Rozprza odgrywała rolę kontrolną w stosunku do wcześniej wspomnianego szlaku komunikacyjnego i przeprawy. Kompleks ten znajduje się po wschodniej stronie doliny Luciąży, na gruntach miejscowości Rozprza i Łochyńsko, w odróżnieniu od znajdującego się na zachód od rzeki późniejszego miasta lokacyjnego.
Gród w Rozprzy rozwijał się w kilku etapach. Pierwszy ma szerokie ramy chronologiczne (wyznaczone na podstawie datowań ceramiki), gdyż obejmują okres od VI do IX wieku. Wówczas istniało grodzisko pierścieniowe, które zostało zniszczone w niewyjaśnionych okolicznościach. Ze względu na walory obronne, na wcześniejszych umocnieniach wybudowano nowy gród, który przetrwał do połowy X wieku. Jego kres według historyków mogło przypieczętować zajmowanie tych ziem przez państwo Polan. W II połowie X wieku wykształcił się system osad służebnych i tak na obszarze kasztelanii rozpierskiej były to: Woźniki i Piekary położone w odległości około 15 km na północny zachód od Rozprzy, oraz znajdujące się w górnym odcinku Luciąży takie osady jak: Bartodzieje, Cieśle i Strzelce. W trzecim etapie nastąpiła całkowita przebudowa grodu, ponadto została wykopana fosa, mająca 12 metrów szerokości oraz wybudowany został wał zewnętrzny, co razem tworzyło system obronny o rozpiętości 30 m. W jego obrębie przebywała głównie załoga wojskowa, o czym według historyków świadczy brak znalezisk wskazujących na obecność kobiet. W tej fazie trwającej od XI do XIII wieku, Rozprza była już grodem kasztelańskim. Z tego okresu pochodzi też pierwsza historyczna wzmianka o Rozprzy zawarta w falsyfikacie mogileńskim z 1065 r., wystawionym przez Bolesława Szczodrego dla klasztoru benedyktynów w Mogilnie, w którym wymienia się Rozprzę jako gród, który ma płacić daninę – 7 grzywien. O znaczeniu, rozwoju i gospodarce w Rozprzy już jako kasztelanii mówi Bulla Gnieźnieńska z 1136 roku ustanawiająca daniny na rzecz arcybiskupstwa w Gnieźnie. Z treści bulli wynika, iż istniała tutaj komora celna, karczmy, młyny, odbywały się targi. Świadczy to o rozwoju osad podgrodowych zajmujących się bezpośrednią obsługą grodu, gdyż targ i karczmy mogły funkcjonować tylko na podgrodziu. Zarówno znaleziska archeologiczne, jak i informacje zawarte w bulli pozwalają stwierdzić, iż ówczesna ludność trudniła się rolnictwem, wytopem żelaza (z rud darniowych), łowiectwem i bartnictwem. O burzliwej historii tej miejscowości świadczy kolejne zniszczenie grodu w XIII wieku, które mogło być wynikiem najazdu tatarskiego w 1241 roku lub latach 1259–1260, lecz brak na to dostatecznych dowodów. Podobny los spotkał wówczas osady na podgrodziu. Przy ostatniej odbudowie grodu również wykorzystano wcześniejsze umocnienia, być może zyskał on formę stożkową. Jego egzystencja trwała od XIII do połowy XIV wieku. W tym czasie kompleks ten był znacznie bardziej rozwinięty niż w poprzednich okresach, jednakże miał on nadal charakter wojskowy. Ślady gwałtownego pożaru oraz elementy uzbrojenia znalezione na szczycie wału świadczą o końcu istnienia grodu w Rozprzy w warunkach wojennych. Dalsze dzieje Rozprzy związane są z istniejącym po zachodniej stronie doliny miastem lokacyjnym, którego lokacja nastąpiła przed 1344 r. Gród w ciągu czterech wieków swego istnienia padł dwukrotnie pastwą płomieni. Rozprza stanowiła własność m.in. Konrada Mazowieckiego. W roku 1247 została siłą zagarnięta przez Kazimierza swemu młodszemu bratu Ziemomysłowi. W roku 1263 przeszła w ręce księcia sieradzkiego Leszka Czarnego. Po nim w latach 1327–1339 należała do Przemysława. W roku 1344 Kazimierz Wielki przy okazji wyznaczenia dróg dla kupców cudzoziemskich ustanawia w Rozprzy celną komorę królewską. Z roku 1372 pochodzi dokument sprzedaży urzędu wójtowskiego, będący pośrednim dowodem, że miasto przed tą datą z pewnością posiadało lokację na prawie średzkim.
Od XIV wieku rozwój Rozprzy został zahamowany na skutek wzrastającej roli pobliskiego Piotrkowa, który zastąpił ją w roli głównego ośrodka administracyjnego na tym obszarze. W okresie późnego średniowiecza Rozprza stała się miastem prywatnym.
Rozkwit miasta przypadł na okres panowania Jagiellonów, jakkolwiek utraciło ono już swoje znaczenie na rzecz pobliskiego Piotrkowa, gdzie powstało starostwo i siedziba powiatu. Odkrycie przez prof. M. Gumowskiego dwóch równocześnie używanych herbów miejskich wskazuje na to, że Rozprza była w tym czasie miastem podwójnym. Oba miasta nosiły tę samą nazwę, lecz posiadały osobne urzędy miejskie. Jedno stanowiło własność szlachecką, drugie stanowiło własność panującego.
Upadek Rozprzy spowodowały wojny szwedzkie w latach 1655–1660, wojna północna w latach 1700–1717 oraz walki konfederatów barskich, którym przewodził właściciel Rozprzy regimentarz Józef Zaremba.
Pod koniec XVIII wieku Rozprza liczyła niewiele ponad 300 mieszkańców, co sytuowało ją wśród mniejszych miast, mających charakter rolniczy. W wyniku II rozbioru Polski znalazła się w zaborze pruskim. Jednakże już w 1815 roku weszła w skład Królestwa Polskiego, pozostającego pod kuratelą Rosji. W roku 1870 utraciła prawa miejskie na mocy dekretu władz carskich w odwet za pomoc oddziałom powstańczym Józefa Oxińskiego.
W roku 1894 majątek Rozprza nabył Ignacy Jan Paderewski, który szybko sprzedał, gdyż nie spełnił jego oczekiwań.
W okresie I wojny światowej była bazą organizacyjną 4 i 5 pułku legionów. W latach międzywojennych stanowiła ubogą osadę rolniczą i siedzibę gminy. W 1928 roku padła ofiarą olbrzymiego pożaru. W czasie działań wojennych 1939 roku Rozprza stanowiła redutę obronną pozycji Prudki, bohatersko bronioną przez batalion kapitana Eustachiusza Marszałka ze 146 pułku piechoty. Ważnym wydarzeniem w rozwoju okolic Rozprzy była budowa kolei warszawsko-wiedeńskiej w latach 1846–1847.
W okresie II wojny światowej częściowemu zniszczeniu uległo grodzisko w Rozprzy. Pozostała tylko jego wschodnia część.
W roku 1965 dla upamiętnienia 900-lecia powstania grodu Rozprza ustawiono na prastarym grodzisku pamiątkowy głaz oraz tablicę z wyrytymi datami 1065–1965.
W 2021 roku, z prywatnej inicjatywy, powstało Muzeum Ziemi Rozprzańskiej.

## Odzyskanie praw miejskich (2023)
5 marca 2020 podczas sesji Rady Gminy, wójt Janusz Jędrzejczyk przedstawił radnym plan wystąpienia z wnioskiem o przeprowadzenie konsultacji społecznych na temat odzyskania przez Rozprzę praw miejskich, podkreślając, że jest to jednym z jego zobowiązań wyborczych, które chce zrealizować. W 2022 roku miejscowość podjęła kroki mające na celu przywrócenie jej praw miejskich. Konsultacje społeczne odbyły się od 28 lutego do 21 marca 2022. W konsultacjach na terenie gminy udział wzięły 2322 osoby spośród 12 107 osób uprawnionych do głosowania (frekwencja 19,18%). Oddano 1588 głosów popierających inicjatywę (68,39%), przeciwnych było 568 osób (24,46%), a 166 osób wstrzymało się (7,15%). W Rozprzy na 1609 osób uprawnionych, głos oddało 388 (frekwencja wyniosła 24,8%). Za nadaniem Rozprzy statusu miasta oddano 291 głosów (72,93% głosujących), przeciw były 94 osoby (23,56%), a 14 osób wstrzymało się (3,51%). Głosami 12 radnych „za” przy 3 głosach wstrzymujących się Rada Gminy Rozprza, podczas sesji w dniu 29 marca 2022 podjęła uchwałę o wystąpieniu z wnioskiem o nadanie statusu miasta miejscowości Rozprza. Wniosek o nadanie statusu miasta miejscowości Rozprza wojewoda zaopiniował pozytywnie. 1 stycznia 2023 doszło do przywrócenia statusu miasta.

## Sport
W Rozprzy działa jednosekcyjny, piłkarski Gminny Klub Sportowy Czarni Rozprza (do lat 80. LZS Czarni Rozprza), założony 9 sierpnia 1948. W sezonie 2023/2024 gra w łódzkiej klasie A (grupa Piotrków Trybunalski II).
LUMKS Kasztelan Rozprza - siatkówka.